# المدة النيابية السابعة لمجلس النواب التونسي

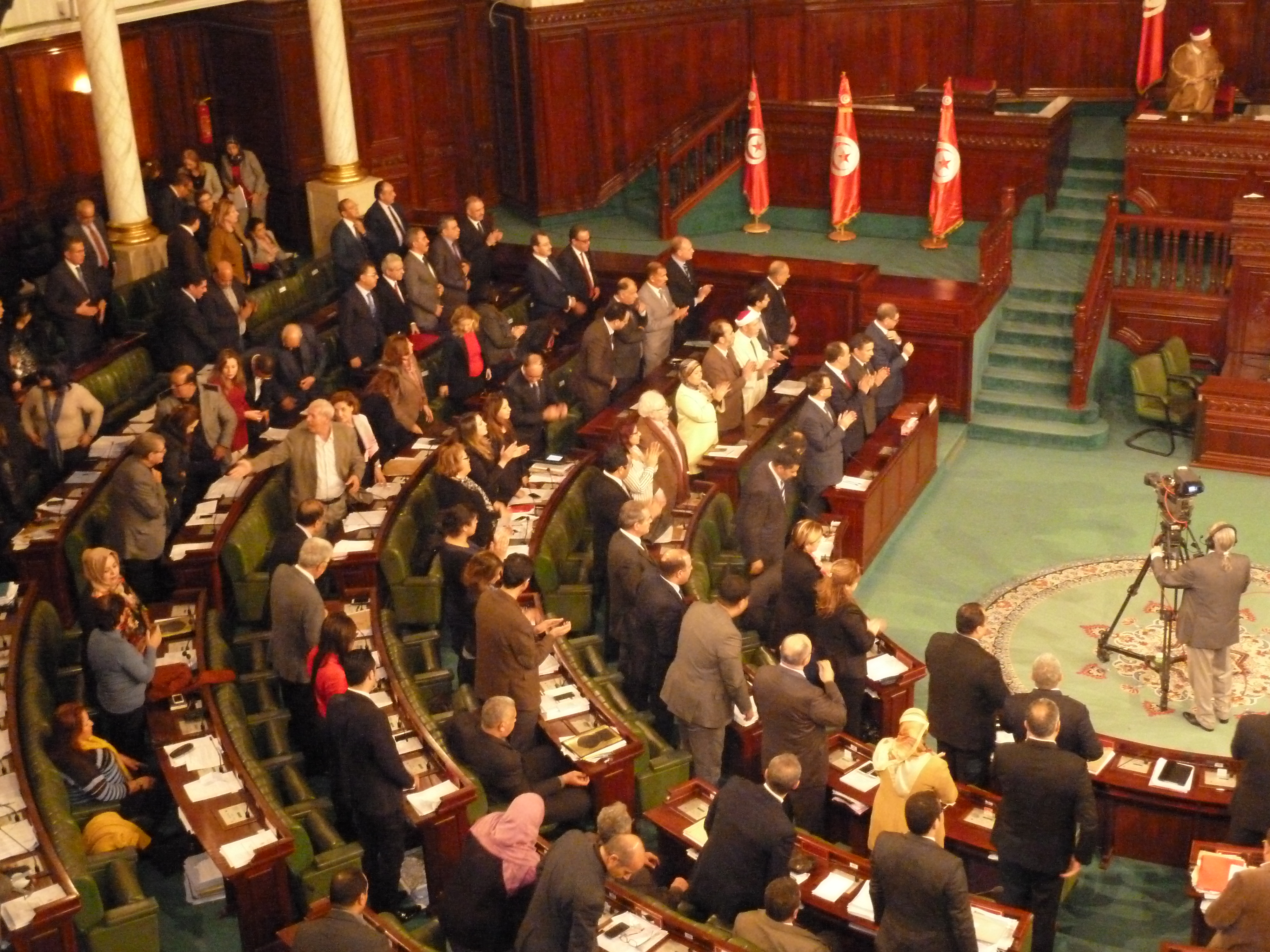
صورة لإحدى جلسات مجلس النواب التونسي

المدة النيابية السابعة لمجلس النواب في تونس هي المدة النيابية التي دامت ولايتها سنتان و4 أشهرٍ و30 يومًا وذلك بين القترة من 10 نوفمبر 1986 و9 أبريل 1989.

انتخب المجلس إثر انتخابات 2 نوفمبر 1986.

## تركيبة مجلس النواب
يعد مجلس النواب 125 مقعدا.

### المجموعات السياسية
| الحزب الاشتراكي الدستوري | 125 |
| المصدر : مجلس نواب الشعب |     |

### المكتب

#### 1986-1987
- محمود المسعدي, رئيس
- فاطمة دويك, نائب رئيس
- بشير خنتوش, نائب رئيس

#### 1987-1988
- رشيد صفر, رئيس
- فاطمة دويك, نائب رئيس
- بشير خنتوش, نائب رئيس

#### 1988-1990
- صلاح الدين بالي, رئيس
- توفيق الصيد, نائب رئيس
- سارة شهبوني, نائب رئيس

## الحكومات
- حكومة رشيد صفر
- حكومة زين العابدين بن علي
- حكومة الهادي البكوش